# Alpha Rev
Gli Alpha Rev sono una rock band fondata dal cantante e polistrumentista Casey McPherson nel 2005. In quanto principale compositore, produttore, cantante e strumentista, McPhearson, dal 2017 è diventato l'unico membro ufficiale della band, nonché il solo manager.

## Storia
McPherson ha fondato gli Alpha Rev nel 2005 dopo lo scioglimento della sua precedente band, gli Endochine. Gli Alpha Rev hanno pubblicato il loro album di debutto The Greatest Thing I've Ever Learned il 1 marzo 2007. Successivamente, la band ha firmato un accordo con la  casa discografica di Austin Flyer Records e ha registrato un album con Dwight Baker. Questo album non è mai stato pubblicato e i diritti sono stati acquistati dalla Hollywood Records.
Nel 2007 le classifiche di Myspace.com hanno classificato gli Alpha Rev come la band indie numero 1 del Texas e la band indie rock numero 16 a livello nazionale. Gli Alpha Rev sono stati selezionati dall'Austin Monthly Magazine come una delle band locali con maggiori probabilità di successo nel 2008.
Nell'agosto 2008 gli Alpha Rev hanno firmato il loro primo contratto discografico con la Hollywood Records. Il loro album di debutto internazionale è stato registrato agli Avatar Studios di New York. L'album, intitolato New Morning, è stato prodotto da David Kahn.
Nel 2009 gli Alpha Rev hanno scalato le classifiche con New Morning che ha raggiunto la posizione numero 3 alla radio e il loro video è stato nella top 10 di rotazione su VH1. Sono stati anche presentati come uno dei "You Oughta Know, Artist on the Rise" di VH1.
Nel 2010, non avendo ottenuto con l'ultimo album il successo sperato, Casey McPherson decide di sciogliere la band, e fu chiamato ad unirsi al supergruppo rock Flying Colors, insieme a Mike Portnoy, Dave LaRue, Neal Morse e Steve Morse.
Riunitisi nel 2013, hanno inciso un nuovo album, Bloom.

## Stile musicale
Il loro particolare stile musicale nasce dall'unione di più generi:dall'Indie rock e power pop di band quali The Rooney e Phantom Planet, a gruppi rock progressivo quali The Pineapple Thief e Porcupine Tree, al rock alternativo dei Linkin Park.

## Discografia
- 2006 - The Greatest Thing I've Ever Learned
- 2009 - New Morning
- 2013 - Bloom
- 2016 - An Alpha Rev Kind of Christmas

## Formazione

### Formazione attuale
- Casey McPherson - voce, chitarra, tastiera (2005-2010;2013-presente)
- Alex Dunlap - basso (2021-presente)
- Dave Whiley - chitarra (2005-2008; 2021-presente)
- Andy Duncan - batteria (2019-presente)

### Ex componenti
- Zak Loy, chitarra (2014-2017)
- Sanjay Jane, basso (2014-2017)
- Tony Smidt, tastiera
- Tim McGregor, batteria
- Derek Dunivan, chitarra
- Jeff Briant, tastiere